# Trypeticus sulcisternum
Trypeticus sulcisternum är en skalbaggsart som beskrevs av Kanaar 2003. Trypeticus sulcisternum ingår i släktet Trypeticus och familjen stumpbaggar. Inga underarter finns listade i Catalogue of Life.